# 第134師団 (日本軍)
第134師団（だいひゃくさんじゅうよんしだん）は、大日本帝国陸軍の師団の一つ。

## 沿革
1945年（昭和20年）に入り、関東軍は南方へ兵力の過半数を引き抜かれていたが満洲居留邦人15万名、在郷軍人25万名を「根こそぎ動員」、さらに中国戦線から4個歩兵師団を戻してなんとか74万人の兵員を調達した。さらに以前関東軍特種演習により本土から輸送させた戦車200輌、航空機200機、火砲1000門も健在であった。
しかし兵員の半数以上は訓練不足、日ソ中立条約違反を想定していなかった関東軍首脳部の混乱、物質不足（砲弾は約1200発ほどで、航空部隊のほとんどが戦闘未経験者。また小銃が行き渡らない兵士だけでも10万名以上）のため事実上の戦力は30万名程度だったといわれている。
同年7月、「根こそぎ動員」の際に第134師団は、第14国境守備隊、独立混成第78旅団、富錦駐屯隊を基幹に佳木斯で編成された。
同年8月9日のソ連対日参戦時に、第134師団は依蘭に所在していた。ソ連軍が松花江沿いに進撃し、それに伴い第134師団主力は南に移動し方正南方に陣を敷いた。富錦、佳木斯にあった部隊も戦闘を続けながら師団主力に合流したが、ほどなく停戦となり、8月25日に武装解除となった。
第134師団のほか、第135・第136・第137・第138・第139・第148・第149師団が同時に編成された。

## 師団概要

### 歴代師団長
- 井関仭 予備役中将：1945年（昭和20年）7月16日 - 終戦[1]

### 参謀長
- 末永光夫 大佐：1945年（昭和20年）7月16日 - 終戦[2]

### 最終司令部構成
- 参謀長：末永光夫大佐

### 最終所属部隊
- 歩兵第365連隊（満洲）：岩田勝清中佐
- 歩兵第366連隊（満洲）：石山年秀中佐
- 歩兵第367連隊（満洲）：東野謹三大佐
- 野砲兵第134連隊
- 工兵第134連隊
- 輜重兵第134連隊
- 第134師団挺進大隊
- 第134師団通信隊
- 第134師団兵器勤務隊
- 第134師団病馬廠
- 陸軍病院
  - 関東第38（チャムス第1）：長谷川重一軍医中佐
  - 関東第90（チャムス第2）：中野義雄軍医中佐
  - 関東第91（興山）：園田佐武郎軍医中佐
  - 関東第92（富錦）：河合武夫軍医中佐